# Flechtenfarbige Steineule

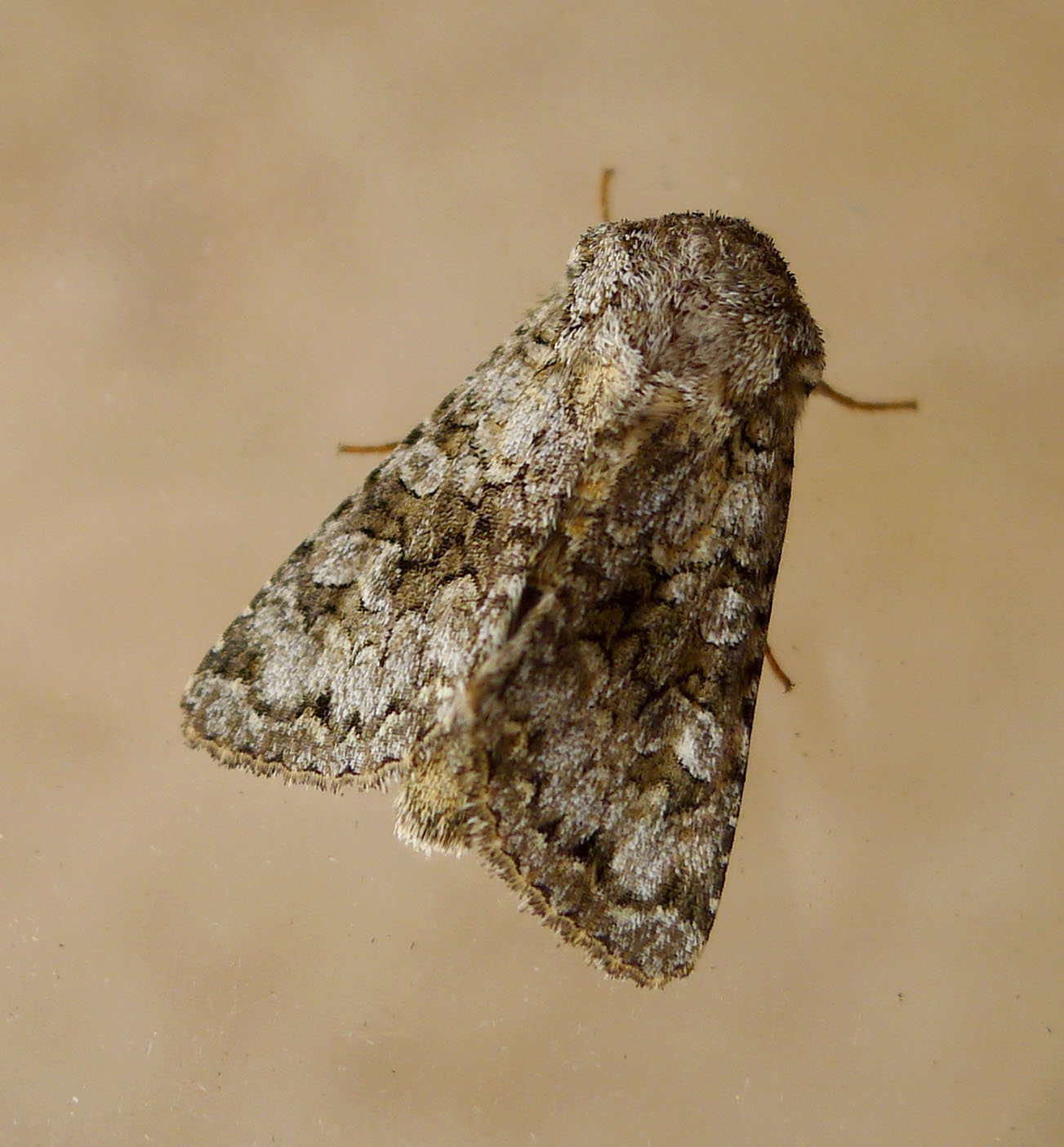
Flechtenfarbige Steineule in Ruhestellung

Die Flechtenfarbige Steineule (Polymixis lichenea) ist ein Schmetterling (Nachtfalter) aus der Familie der Eulenfalter (Noctuidae). Das Artepitheton basiert auf dem griechischen Wort Λειχήν für Flechte und bezeichnet die flechtenartige Zeichnung der Vorderflügeloberseite.

## Merkmale

### Falter
Die Flügelspannweite der Falter beträgt 32 bis 43 Millimeter. Die Grundfärbung der Vorderflügeloberseite variiert von hellgrau bis zu braungrau. Zuweilen sind eine olivgrüne Überstäubung und ein verdunkeltes Mittelfeld erkennbar. Ring-, Zapfen- und Nierenmakel sind meist undeutlich gezeichnet, innen etwas aufgehellt. Auch die Querlinien heben sich nur undeutlich hervor. Die Oberseiten der Hinterflügel haben bei den Männchen eine weißgraue, bei den Weibchen eine dunkelgraue Farbe. Auffällig sind die beidseitig bewimperten Fühler der Männchen.

### Raupe
Ausgewachsene Raupen sind graubraun bis dunkel olivgrün gefärbt und schwärzlich marmoriert oder gestreift.

### Ähnliche Arten
- Die Olivbraune Steineule (Polymixis polymita) ist kontrastreicher und kräftiger gezeichnet. Die Submarginalregion ist leicht aufgehellt.
- Die Blaugraue Steineule (Polymixis xanthomista) unterscheidet sich durch die orange farbigen Überstäubungen auf den Vorderflügeln.
- Die Gelbliche Steineule (Polymixis flavicincta) unterscheidet sich durch die gelblichen Überstäubungen auf den Vorderflügeln.
- Die Dunkelgelbe Nelkeneule (Hadena filograna) unterscheidet sich durch die Flugzeit im Mai/Juni und die orangegelben Schuppen im Wurzelfeld.

## Geographische Verbreitung und Lebensraum
Die Art kommt in Süd- und Mitteleuropa lückenhaft vor. In Dänemark und auf den Britischen- sowie den Kanarischen Inseln wurde sie ebenfalls nachgewiesen. Im Süden erreicht das Verbreitungsgebiet Nordafrika (Marokko, Tunesien, Libyen und Algerien). Hauptlebensraum sind Küstengebiete, Magerrasenflächen und trockene Felshänge.

## Lebensweise
Die Flechtenfarbige Steineule bildet eine Generation pro Jahr. Die Falter fliegen von Ende September bis Ende November. Sie sind nachtaktiv und besuchen Blüten, künstliche Lichtquellen sowie Köder. Die Raupen ernähren sich von einer Vielzahl niedriger Pflanzen, beispielsweise von Skabiosen (Scabiosa), Greiskräutern (Senecio), Ampfer (Rumex), Leinkräutern (Linaria), Fetthennen (Sedum), Grasnelken (Armeria) und Spornblumen (Centranthus). Die Art überwintert im Eistadium.